# Ипекаэта
Ипекаэта (порт. Ipecaetá) — муниципалитет в Бразилии, входит в штат Баия. Составная часть мезорегиона Северо-центральная часть штата Баия. Входит в экономико-статистический микрорегион Фейра-ди-Сантана. Население составляет 19 847 человек на 2006 год. Занимает площадь 393,904 км². Плотность населения — 50,4 чел./км².

## Статистика
- Валовой внутренний продукт на 2003 год составляет 26 579 983,00 реалов (данные: Бразильский институт географии и статистики).
- Валовой внутренний продукт на душу населения на 2003 год составляет 1386,25 реалов (данные: Бразильский институт географии и статистики).
- Индекс развития человеческого потенциала на 2000 год составляет 0,592 (данные: Программа развития ООН).